# Élection du président du parti Nouvelle Démocratie en 2009
 (août 2021).
Si vous disposez d'ouvrages ou d'articles de référence ou si vous connaissez des sites web de qualité traitant du thème abordé ici, merci de compléter l'article en donnant les références utiles à sa vérifiabilité et en les liant à la section « Notes et références ».
L'élection du président du parti Nouvelle Démocratie en 2009 a eu lieu le 29 novembre 2009 pour élire le nouveau président du parti Nouvelle Démocratie à la suite de la démission de Kóstas Karamanlís après les résultats de l'élection législative grecques le 4 octobre 2009.

## Candidats

### Inscrits
| Nom | Nom                  | Mandat(s)                                                      |
| --- | -------------------- | -------------------------------------------------------------- |
|     | Antónis Samarás      | Ancien ministre de la Culture et des Sports (2009)             |
|     | Dóra Bakoyánni       | Ancienne ministre des Affaires étrangères de Grèce (2006-2009) |
|     | Panagiotis Psomiadis |                                                                |

## Résultats
Dès le premier tour, Antónis Samarás sort vainqueur avec 50,66% des voix (c'est-à-dire 386 400 voix), contre 39,72% des voix pour Dóra Bakoyánni (c'est-à-dire 306 425 voix) et 10,22% des voix pour Panagiotis Psomiadis (c'est-à-dire 78 770 voix).
|                 | Antónis Samarás      | 386 400 | 50,66 % |
|                 | Dóra Bakoyánni       | 306 425 | 39,72 % |
|                 | Panagiotis Psomiadis | 78 770  | 10,22 % |
| Votes valides   | Votes valides        | 771 595 | 98,69 % |
| Votes invalides | Votes invalides      | 10 241  | 1,31 %  |
| Total           | Total                | 782 136 | 100 %   |